# Olympische Sommerspiele 1936/Leichtathletik – 100 m (Männer)

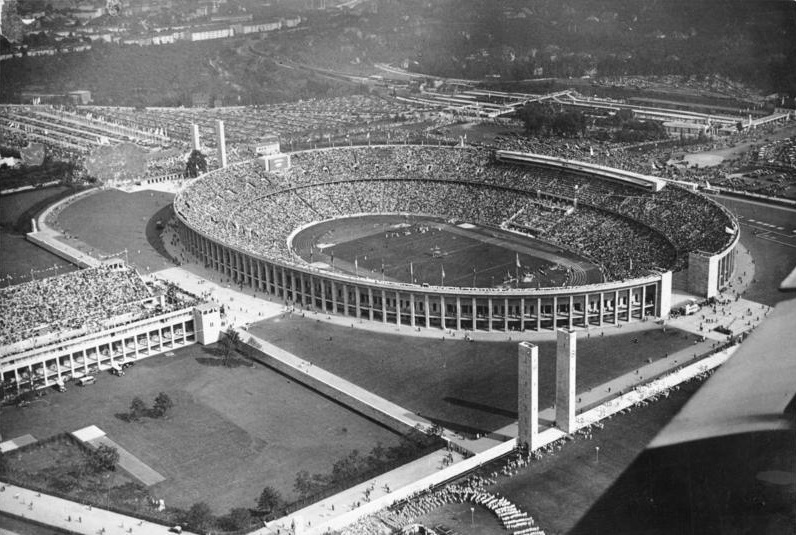
Das Olympiastadion in Berlin

Der 100-Meter-Lauf der Männer bei den Olympischen Spielen 1936 in Berlin wurde am 2. und 3. August 1936 im Olympiastadion Berlin ausgetragen. 63 Athleten nahmen teil.
Olympiasieger wurde der US-Amerikaner Jesse Owens vor seinem Landsmann Ralph Metcalfe. Bronze gewann der Niederländer Martinus Osendarp.

## Rekorde

### Bestehende Rekorde
| Weltrekord         | 10,2 s | Jesse Owens ( USA)    | Chicago, USA               | 20. Juni 1936  |
| Olympischer Rekord | 10,3 s | Eddie Tolan ( USA)    | Finale OS Los Angeles, USA | 1. August 1932 |
| Olympischer Rekord | 10,3 s | Ralph Metcalfe ( USA) | Finale OS Los Angeles, USA | 1. August 1932 |

### Rekordegalisierung
Der spätere US-amerikanische Olympiasieger Jesse Owens egalisierte den bestehenden olympischen Rekord im zwölften Vorlauf. Auch im Finale erzielte Owens diese Zeit, im zweiten Viertelfinale war er mit 10,2 s sogar noch um eine Zehntelsekunde schneller. Doch diese Leistungen konnten wegen zu starken Rückenwinds nicht anerkannt werden.

## Durchführung des Wettbewerbs
Die Läufer traten am 2. August zu zwölf Vorläufen an. Die jeweils zwei besten Läufer – hellblau unterlegt – qualifizierten sich für das Viertelfinale am selben Tag, aus dem die jeweils drei besten Läufer – wiederum hellblau unterlegt – ins Halbfinale kamen. Die beiden Vorentscheidungen und das Finale wurden am 3. August durchgeführt. In den Halbfinals qualifizieren sich die ersten drei Starter – hellblau unterlegt – für das Finale.
Soweit bekannt sind die inoffiziellen elektronisch gestoppten Zeiten mit aufgelistet.

## Vorläufe
2. August 1936, 10.30 Uhr

Wetterbedingungen: sonnig, 18 bis 19 °C, Rückenwind bei 1,6 bis 1,7 m/s

Es sind nicht alle Zeiten überliefert.

### Vorlauf 1
| Platz | Name                  | Nation          | Zeit   | Anmerkung |
| ----- | --------------------- | --------------- | ------ | --------- |
| 1     | Lennart Strandberg    | Schweden        | 10,7 s |           |
| 2     | Takayoshi Yoshioka    | Japan           | 10,8 s |           |
| 3     | Manfred Kersch        | Deutsches Reich | 10,8 s |           |
| 4     | Maurice Carlton       | Frankreich      | k. A.  |           |
| 5     | Aristidis Sakellariou | Griechenland    | k. A.  |           |

### Vorlauf 2
| Platz | Name              | Nation                | Zeit   | Anmerkung              |
| ----- | ----------------- | --------------------- | ------ | ---------------------- |
| 1     | Christiaan Berger | Niederlande           | 10,8 s |                        |
| 2     | Pat Dannaher      | Südafrikanische Union | 11,0 s | elektronisch: 11,11 s  |
| 3     | Bernard Marchand  | Schweiz               | 11,2 s | elektronisch: 11,345 s |
| 4     | Antonio Sande     | Argentinien           | 11,2 s | elektronisch: 11,342 s |
| 5     | Julije Bauer      | Jugoslawien           | 11,5 s |                        |

### Vorlauf 3
| Platz | Name                 | Nation                | Zeit   | Anmerkung |
| ----- | -------------------- | --------------------- | ------ | --------- |
| 1     | Wil van Beveren      | Niederlande           | 10,8 s |           |
| 2     | Eric Grimbeek        | Südafrikanische Union | 10,9 s |           |
| 3     | Ruudi Toomsalu       | Estland               | 11,0 s |           |
| 4     | Antonio Salcedo      | Philippinen           | k. A.  |           |
| 5     | José Domingo Sánchez | Kolumbien             | k. A.  |           |
| 6     | Mohammad Khan        | Afghanistan           | k. A.  |           |

Mit Mohammad Khan nahm im dritten Vorlauf erstmals ein Sportler aus Afghanistan an den olympischen Leichtathletik-Wettbewerben teil. Zusammen mit seinem Mannschaftskameraden Abdul Rahim im Kugelstoßen und der Hockey-Nationalmannschaft war er der erste Teilnehmer aus Afghanistan bei Olympischen Spielen überhaupt.

### Vorlauf 4
| Platz | Name            | Nation     | Zeit   | Anmerkung |
| ----- | --------------- | ---------- | ------ | --------- |
| 1     | Gyula Gyenes    | Ungarn     | 10,7 s |           |
| 2     | Monta Suzuki    | Japan      | 10,7 s |           |
| 3     | Palle Virtanen  | Finnland   | 10,9 s |           |
| 4     | Paul Bronner    | Frankreich | 11,1 s |           |
| 5     | Antonio Cuba    | Peru       | k. A.  |           |
| 6     | Elias Gutiérrez | Kolumbien  | k. A.  |           |

### Vorlauf 5
| Platz | Name             | Nation     | Zeit   | Anmerkung |
| ----- | ---------------- | ---------- | ------ | --------- |
| 1     | Howard McPhee    | Kanada     | 10,8 s |           |
| 2     | Lennart Lindgren | Schweden   | 10,8 s |           |
| 3     | Robert Paul      | Frankreich | 11,0 s |           |
| 4     | George Fahoum    | Ägypten    | k. A.  |           |
| 5     | Poh Kimseng      | China      | k. A.  |           |

### Vorlauf 6
| Platz | Name                 | Nation                | Zeit   | Anmerkung |
| ----- | -------------------- | --------------------- | ------ | --------- |
| 1     | Marthinus Theunissen | Südafrikanische Union | 10,7 s |           |
| 2     | Gerd Hornberger      | Deutsches Reich       | 10,7 s |           |
| 3     | Tomás Beswick        | Argentinien           | 10,9 s |           |
| 4     | Toivo Sariola        | Finnland              | k. A.  |           |
| 5     | Sveinn Ingvarsson    | Island                | k. A.  |           |
| 6     | Oskar Ospelt         | Liechtenstein         | k. A.  |           |

Mit Oskar Ospelt (Lauf sechs) und Xaver Frick (Lauf neun) nahmen erstmals Sportler aus Liechtenstein an den olympischen Leichtathletikwettbewerben teil.

### Vorlauf 7
| Platz | Name              | Nation      | Zeit   | Anmerkung |
| ----- | ----------------- | ----------- | ------ | --------- |
| 1     | Ralph Metcalfe    | USA         | 10,8 s |           |
| 2     | József Sir        | Ungarn      | 10,8 s |           |
| 3     | Nemesio de Guzman | Philippinen | 11,1 s |           |
| 4     | Fritz Seeger      | Schweiz     | k. A.  |           |

### Vorlauf 8
| Platz | Name             | Nation          | Zeit   | Anmerkung |
| ----- | ---------------- | --------------- | ------ | --------- |
| 1     | Erich Borchmeyer | Deutsches Reich | 10,7 s |           |
| 2     | Bruce Humber     | Kanada          | 10,8 s |           |
| 3     | Gábor Gerő       | Ungarn          | 11,3 s |           |
| 4     | Chen Kingkwan    | China           | k. A.  |           |
| 5     | Alfred Bencini   | Malta           | k. A.  |           |

Mit Alfred Bencini (Lauf acht) und Austin Cassar-Torreggiani (Lauf zwölf) nahmen erstmals Sportler aus Malta an den olympischen Leichtathletikwettbewerben teil.

### Vorlauf 9
| Platz | Name               | Nation         | Zeit   | Anmerkung |
| ----- | ------------------ | -------------- | ------ | --------- |
| 1     | Frank Wykoff       | USA            | 10,6 s |           |
| 2     | Arthur Sweeney     | Großbritannien | 10,7 s |           |
| 3     | Antonio Fondevilla | Argentinien    | 11,0 s |           |
| 4     | Toivo Ahjopalo     | Finnland       | k. A.  |           |
| 5     | Oswaldo Dominguez  | Brasilien      | k. A.  |           |
| 6     | Xaver Frick        | Liechtenstein  | k. A.  |           |

### Vorlauf 10
| Platz | Name              | Nation          | Zeit   | Anmerkung |
| ----- | ----------------- | --------------- | ------ | --------- |
| 1     | Martinus Osendarp | Niederlande     | 10,5 s |           |
| 2     | Alan Pennington   | Großbritannien  | 10,6 s |           |
| 3     | Lee Orr           | Kanada          | 10,6 s |           |
| 4     | Robert Struckl    | Österreich      | k. A.  |           |
| 5     | Eric Whiteside    | Britisch-Indien | k. A.  |           |

### Vorlauf 11

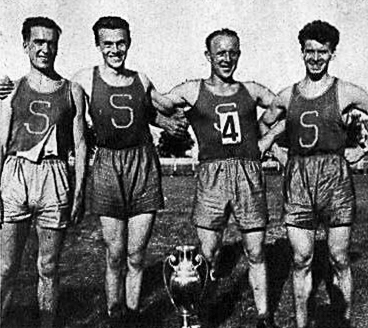
François Mersch (Zweiter von links) – ausgeschieden als Vierter des elften Vorlaufs
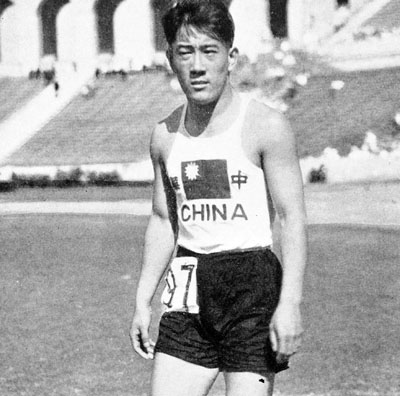
Liu Changchun – ausgeschieden als Fünfter des elften Vorlaufs

| Platz | Name             | Nation         | Zeit   | Anmerkung |
| ----- | ---------------- | -------------- | ------ | --------- |
| 1     | Paul Hänni       | Schweiz        | 10,7 s |           |
| 2     | Cyril Holmes     | Großbritannien | 10,8 s |           |
| 3     | Renos Frangoudis | Griechenland   | 10,8 s |           |
| 4     | François Mersch  | Luxemburg      | 10,9 s |           |
| 5     | Liu Changchun    | China          | k. A.  |           |

### Vorlauf 12
| Platz | Name                      | Nation    | Zeit   | Anmerkung |
| ----- | ------------------------- | --------- | ------ | --------- |
| 1     | Jesse Owens               | USA       | 10,3 s | ORe       |
| 2     | Kichizo Sasaki            | Japan     | 11,0 s |           |
| 3     | José de Almeida           | Brasilien | 11,1 s |           |
| 4     | Dieudonné Devrindt        | Belgien   | k. A.  |           |
| 5     | Austin Cassar-Torreggiani | Malta     | k. A.  |           |

## Viertelfinale
2. August 1936, 15.00 Uhr

Wetterbedingungen: sonnig, 18 bis 19 °C, Rückenwind bei ca. 2,3 m/s

Es sind nicht alle Zeiten überliefert.

### Lauf 1
| Platz | Name               | Nation          | Zeit   | Anmerkung |
| ----- | ------------------ | --------------- | ------ | --------- |
| 1     | Lennart Strandberg | Schweden        | 10,5 s |           |
| 2     | Martinus Osendarp  | Niederlande     | 10,6 s |           |
| 3     | Frank Wykoff       | USA             | 10,6 s |           |
| 4     | Gerd Hornberger    | Deutsches Reich | 10,7 s |           |
| 5     | Gyula Gyenes       | Ungarn          | k. A.  |           |
| 6     | Cyril Holmes       | Großbritannien  | k. A.  |           |

### Lauf 2

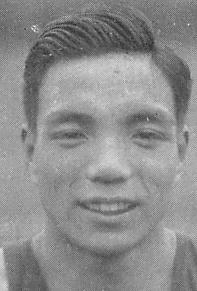
Takayoshi Yoshioka – ausgeschieden als Vierter des zweiten Viertelfinals
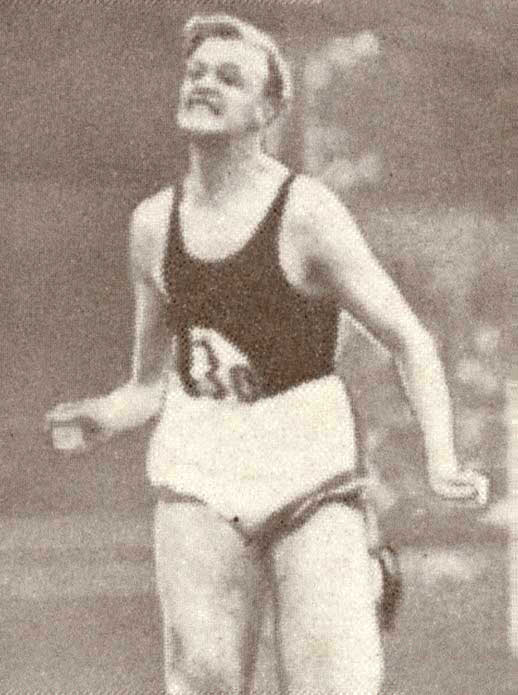
Lennart Lindgren – ausgeschieden als Sechster des zweiten Viertelfinals

| Platz | Name               | Nation                | Zeit   | Anmerkung                                                             |
| ----- | ------------------ | --------------------- | ------ | --------------------------------------------------------------------- |
| 1     | Jesse Owens        | USA                   | 10,2 s | Die Zeiten waren wegen zu starken Rückenwindes nicht bestenlistenreif |
| 2     | Paul Hänni         | Schweiz               | 10,6 s | Die Zeiten waren wegen zu starken Rückenwindes nicht bestenlistenreif |
| 3     | József Sir         | Ungarn                | 10,7 s | Die Zeiten waren wegen zu starken Rückenwindes nicht bestenlistenreif |
| 4     | Takayoshi Yoshioka | Japan                 | 10,8 s | Die Zeiten waren wegen zu starken Rückenwindes nicht bestenlistenreif |
| 5     | Eric Grimbeek      | Südafrikanische Union | 10,9 s | Die Zeiten waren wegen zu starken Rückenwindes nicht bestenlistenreif |
| 6     | Lennart Lindgren   | Schweden              | 11,0 s | Die Zeiten waren wegen zu starken Rückenwindes nicht bestenlistenreif |

### Lauf 3
| Platz | Name                 | Nation                | Zeit   | Anmerkung |
| ----- | -------------------- | --------------------- | ------ | --------- |
| 1     | Ralph Metcalfe       | USA                   | 10,5 s |           |
| 2     | Alan Pennington      | Großbritannien        | 10,6 s |           |
| 3     | Wil van Beveren      | Niederlande           | 10,7 s |           |
| 4     | Marthinus Theunissen | Südafrikanische Union | k. A.  |           |
| 5     | Bruce Humber         | Kanada                | k. A.  |           |
| 6     | Kichizo Sasaki       | Japan                 | k. A.  |           |

### Lauf 4

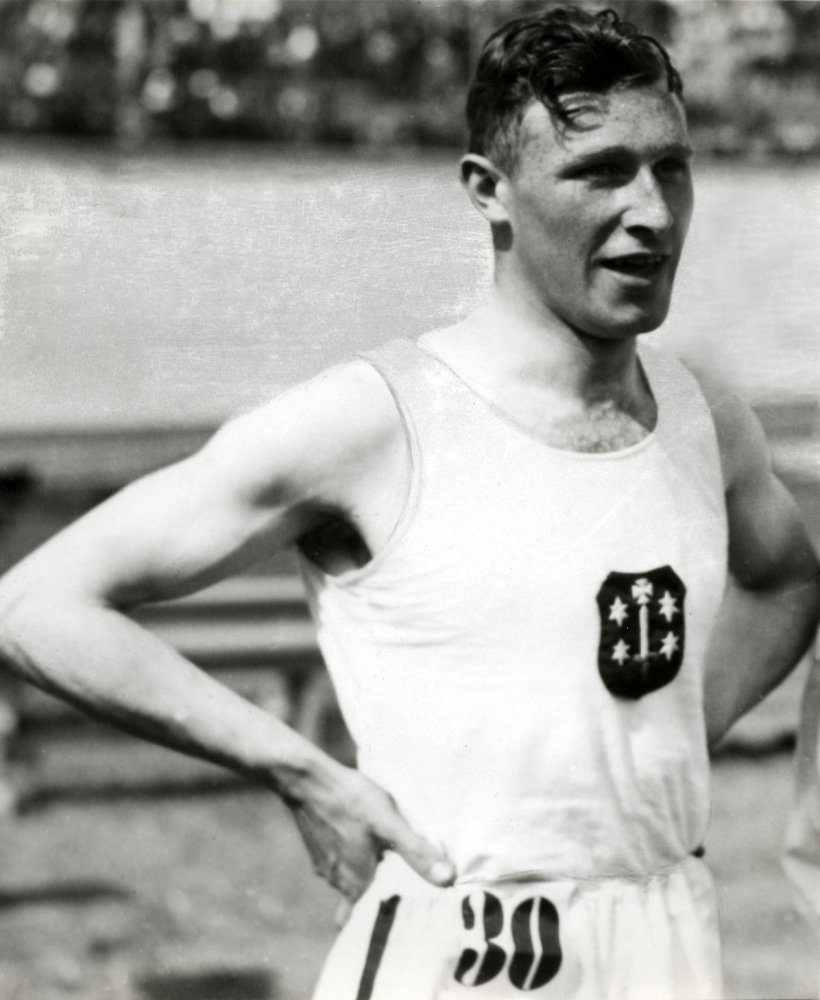
Christiaan Berger – Europameister 1934 – ausgeschieden als Fünfter des vierten Viertelfinals

| Platz | Name              | Nation                | Zeit   | Anmerkung             |
| ----- | ----------------- | --------------------- | ------ | --------------------- |
| 1     | Erich Borchmeyer  | Deutsches Reich       | 10,5 s | elektronisch: 10,62 s |
| 2     | Arthur Sweeney    | Großbritannien        | 10,6 s | elektronisch: 10,75 s |
| 3     | Howard McPhee     | Kanada                | 10,6 s | elektronisch: 10,76 s |
| 4     | Monta Suzuki      | Japan                 | 10,8 s | elektronisch: 10,84 s |
| 5     | Christiaan Berger | Niederlande           | 11,0 s | elektronisch: 11,02 s |
| 6     | Pat Dannaher      | Südafrikanische Union | k. A.  |                       |

## Halbfinale
3. August 1936, 15.30 Uhr

Wetterbedingungen: wolkig, 19 bis 20 °C, Rückenwind bei ca. 2,7 m/s

### Lauf 1
| Platz | Name               | Nation         | Zeit   | Anmerkung |
| ----- | ------------------ | -------------- | ------ | --------- |
| 1     | Jesse Owens        | USA            | 10,4 s |           |
| 2     | Frank Wykoff       | USA            | 10,5 s |           |
| 3     | Lennart Strandberg | Schweden       | 10,5 s |           |
| 4     | Paul Hänni         | Schweiz        | 10,7 s |           |
| 5     | Wil van Beveren    | Niederlande    | 10,8 s |           |
| 6     | Alan Pennington    | Großbritannien | k. A.  |           |

### Lauf 2
| Platz | Name              | Nation          | Zeit   | Anmerkung |
| ----- | ----------------- | --------------- | ------ | --------- |
| 1     | Ralph Metcalfe    | USA             | 10,5 s |           |
| 2     | Martinus Osendarp | Niederlande     | 10,6 s |           |
| 3     | Erich Borchmeyer  | Deutsches Reich | 10,7 s |           |
| 4     | Howard McPhee     | Kanada          | 10,7 s |           |
| 5     | Arthur Sweeney    | Großbritannien  | 10,7 s |           |
| 6     | József Sir        | Ungarn          | 10,9 s |           |

## Finale
3. August 1936, 17.00 Uhr

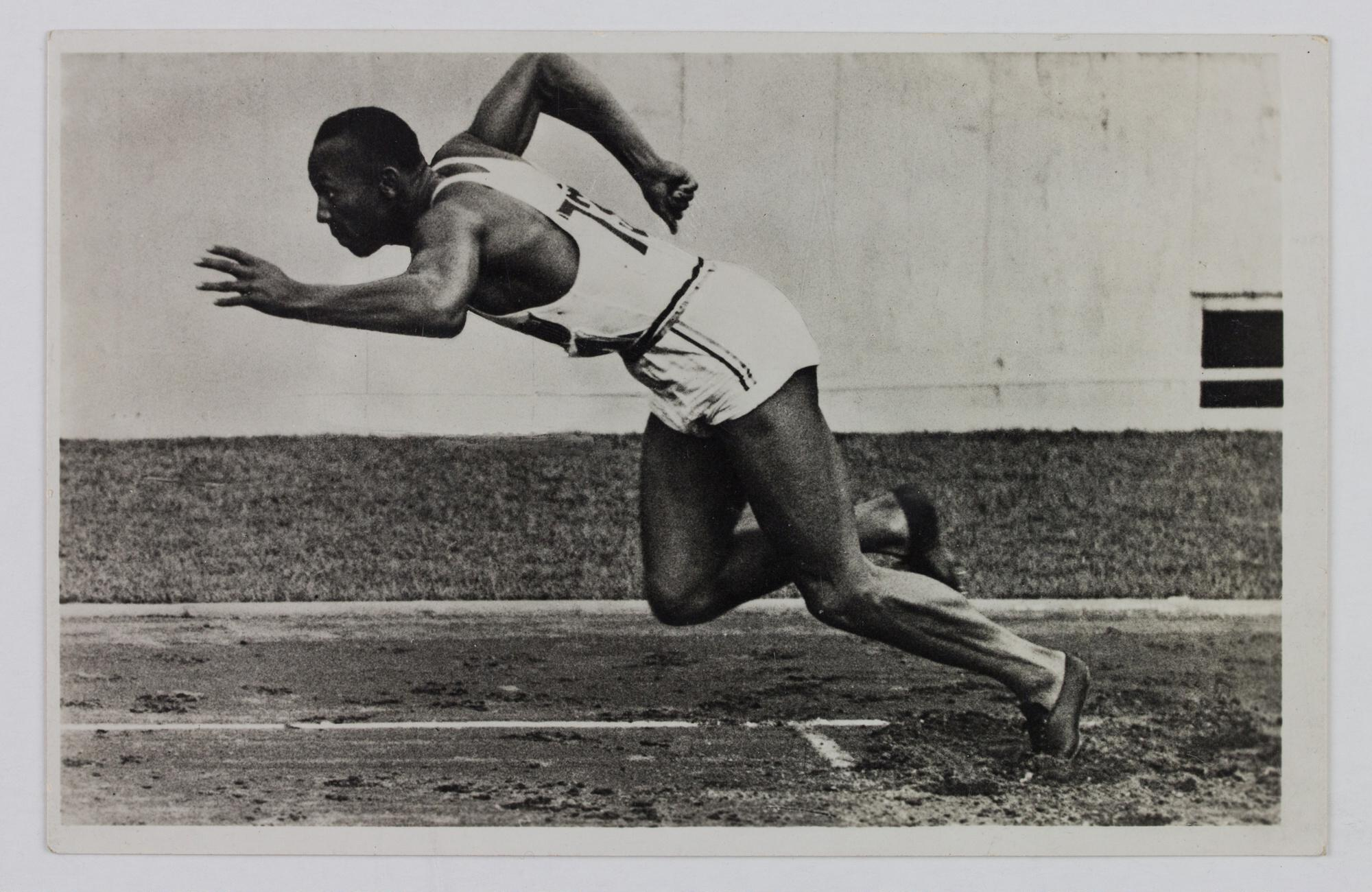
Goldmedaille Nummer eins für Jesse Owens – am Ende der Spiele waren es vier

Wetterbedingungen: wolkig, 19 bis 20 °C, Rückenwind bei ca. 2,7 m/s
| Platz | Name               | Nation          | Zeit   | Anmerkung                                                             |
| ----- | ------------------ | --------------- | ------ | --------------------------------------------------------------------- |
| 1     | Jesse Owens        | USA             | 10,3 s | Die Zeiten waren wegen zu starken Rückenwindes nicht bestenlistenreif |
| 2     | Ralph Metcalfe     | USA             | 10,4 s | Die Zeiten waren wegen zu starken Rückenwindes nicht bestenlistenreif |
| 3     | Martinus Osendarp  | Niederlande     | 10,5 s | Die Zeiten waren wegen zu starken Rückenwindes nicht bestenlistenreif |
| 4     | Frank Wykoff       | USA             | 10,6 s | Die Zeiten waren wegen zu starken Rückenwindes nicht bestenlistenreif |
| 5     | Erich Borchmeyer   | Deutsches Reich | 10,7 s | Die Zeiten waren wegen zu starken Rückenwindes nicht bestenlistenreif |
| 6     | Lennart Strandberg | Schweden        | 10,9 s | Die Zeiten waren wegen zu starken Rückenwindes nicht bestenlistenreif |

Jesse Owens lief im Vorlauf mit 10,3 s einen olympischen Rekord. Im Zwischenlauf war er schon nach 10,2 s im Ziel, diese Zeit wurde jedoch wegen zu starken Rückenwinds nicht als Rekord anerkannt. Auch im Finale war der Rückenwind zu stark für eine Anerkennung der Siegerzeit als olympischen Rekord.
Im Finale traten drei US-Amerikaner – Ralph Metcalfe, Jesse Owens und Frank Wykoff – gegen drei Europäer – Erich Borchmeyer, Martinus Osendarp und Lennart Strandberg – an. Der Ausnahmesportler Owens lag nach fünfzig Metern deutlich vor seinem Hauptkonkurrenten Ralph Metcalfe, der 1932 bereits Silber gewonnen hatte. Metcalfe kam noch gefährlich nahe auf, aber Owens wurde Olympiasieger. Auf Platz drei brach der Niederländer Martinus Osendarp als einziger in die Phalanx der US-Läufer ein. Der Schwede Strandberg musste wegen einer Bänderverletzung den fünften Platz dem Deutschen Borchmeyer überlassen.
Für Jesse Owens war es die erste von vier Goldmedaillen, die er in Berlin gewinnen konnte.

Owens gewann im zehnten olympischen Finale die siebte Goldmedaille für die USA.

Martinus Osendarp gewann die erste niederländische Medaille über die 100 Meter.

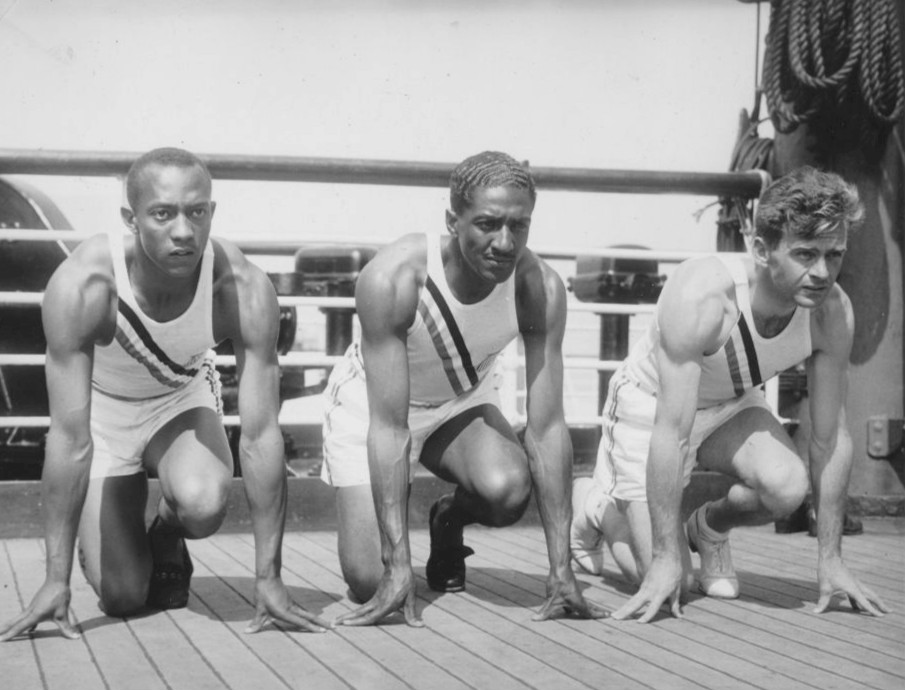
Die drei US-Finalisten (v. l. n. r.): Jesse Owens, Ralph Metcalfe und Frank Wykoff
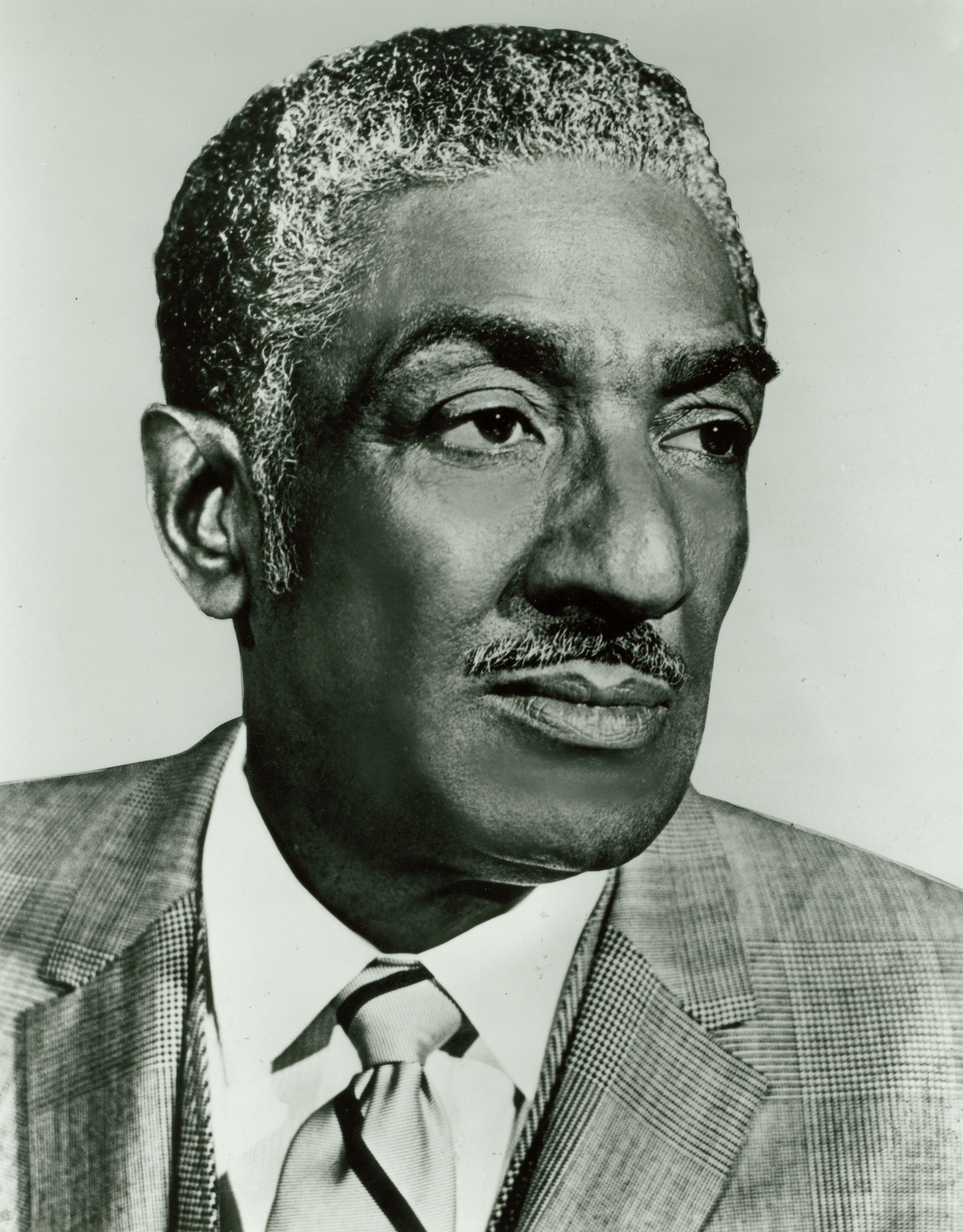
Ralph Metcalfe gewann wie 1932 die Silbermedaille
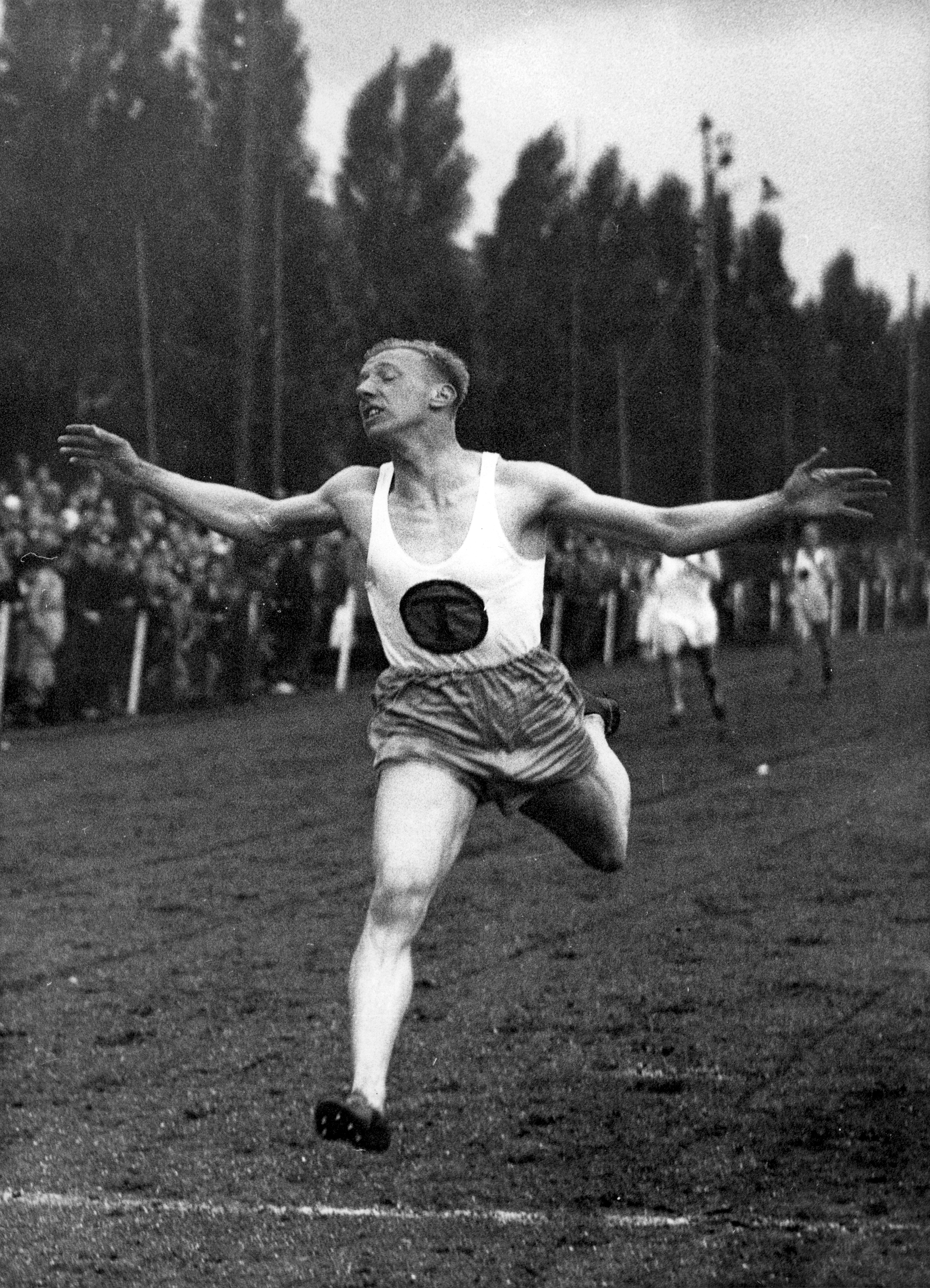
Martinus Osendarp gewann Bronze

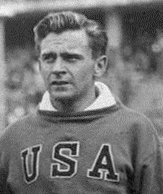
Der viertplatzierte Frank Wykoff
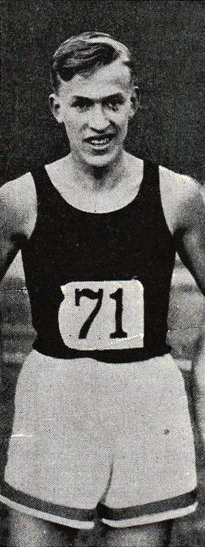
Lennart Strandberg verletzte sich und belegte Rang sechs

## Videolinks
- 1936, 100m, Men, Olympic Games, Berlin, youtube.com, abgerufen am 11. Juli 2021
- Olympia Berlin 1936 100m Lauf, youtube.com, abgerufen am 11. Juli 2021
- Berlin 1936 - Olympics - Olympia - Stadium - Athletics compilation1 - Leichtathletik1, Bereich 1:25 min bis 1:50 min, youtube.com, abgerufen am 11. Juli 2021
- Berlin 1936 - Olympics - Olympia - Athletics - Leichtathletik - Footage 3, Bereich 2:53 min bis 4:43 min, youtube.com, abgerufen am 11. Juli 2021